# Бикис, Джейми
Карл Джейми Бикис (швед. Karl Jamie Bichis; род. 14 марта 2004) — шведский футболист, нападающий клуба «Дегерфорс».

## Клубная карьера
Футболом начал заниматься в «Лаксо», куда пришёл в пятилетнем возрасте. В подростковые годы перешёл в «Эребру Сюрианска», откуда, спустя некоторое время, попал в академию «Эребру». Перед сезоном 2022 года перешёл в «Дегерфорс», где выступал за молодёжную команду. В начале 2023 года прошёл предсезонные сборы с основной командой. 16 мая подписал с клубом первый профессиональный контракт, рассчитанный на полтора года. Дебютировал в чемпионате Швеции 5 июня в матче с «Мальмё», появившись на поле на 89-й минуте вместо Дияна Вукоевича.

## Клубная статистика
| Выступление      | Выступление      | Выступление      | Лига | Лига | Кубки | Кубки | Конт. кубки | Конт. кубки | Итого | Итого |
| Клуб             | Лига             | Сезон            | Игры | Голы | Игры  | Голы  | Игры        | Голы        | Игры  | Голы  |
| ---------------- | ---------------- | ---------------- | ---- | ---- | ----- | ----- | ----------- | ----------- | ----- | ----- |
| Дегерфорс        | Алльсвенскан     | 2023             | 1    | 0    | 0     | 0     | 0           | 0           | 1     | 0     |
| Дегерфорс        | Итого            | Итого            | 1    | 0    | 0     | 0     | 0           | 0           | 1     | 0     |
| Всего за карьеру | Всего за карьеру | Всего за карьеру | 1    | 0    | 0     | 0     | 0           | 0           | 1     | 0     |